# Rohita
Rohita  (Sanskrit रोहित rohita „rotes Pferd“) oder auch Rohitashva (रोहिताश्व rohitāśva) ist in der indischen Mythologie ein König von Ayodhya aus der Suryavamsha-Dynastie. Er ist der Sohn des Harishchandra.

## Mythos
In der Aitareya-Brahmana wird erzählt, dass der kinderlose Harishchandra dem Gott Varuna schwor, dass, sollte er einen Sohn bekommen, diesen dem Gott opfern würde. Als dem König aber der Knabe Rohita geboren worden war, verzögerte er unter verschiedenen Ausflüchten die Erfüllung des grausamen Schwurs. Als der Vater endlich keine neue Ausflucht mehr fand und sich anschickte, den Sohn zu opfern, weigerte sich dieser und floh in den Wald, wo er sechs Jahre lang lebte.
Schließlich traf Rohita im Wald auf einen armen Rishi namens Ajigarta (अजीगर्त ajīgarta „nichts zu beißen“), der drei Söhne hatte, der Älteste hieß Shunahpuchcha (शुनःपुच्छ śunaḥpuccha), der Mittlere hieß Shunashepa (शुनःशेप śunaḥśepa) und der Jüngste hieß Shunolangula (शुनोलाङ्गूल śunolāṅgūla). Alle drei Namen bedeuten „hundeschwänzig“, im Fall von Shunashepa auch „Hundepenis“.
Rohita bot Ajigarta nun an, für den Preis von hundert Kühen einen der drei Söhne zu kaufen, um ihn an seiner statt Varuna zu opfern. Der hungernde Rishi war nicht bereit, seinen Ältesten dafür herzugeben, die Mutter der Drei war nicht bereit, den Jüngsten opfern zu lassen, so einigte man sich auf den Mittleren, Shunashepa.
Rohita begab sich darauf mit Shunashepa zu seinem Vater, der das Ersatzopfer akzeptabel fand und auch der Gott war damit zufrieden, da der Sohn des Rishi Brahmane war, Rohita jedoch der zweitrangigen Kriegerkaste der Kshatriya angehörte.
Bei der Opferzeremonie jedoch war niemand bereit, das Opfer zu fesseln, bis sich der habgierige Vater Shunashepas anbot, den eigenen Sohn zu binden.
Als dann auf dem Höhepunkt des Opferritus die Schlachtung zu vollziehen ist, will wiederum niemand die Tat vollbringen, bis Ajigarta für ein drittes Hundert Rinder sich bereit erklärt, den eigenen Sohn zu töten. Dieser betet aber zu den Göttern, die ihn schließlich vor dem Opfertod retten. Einer der Opferpriester, der große Weise Vishvamitra nimmt schließlich Shunashepa, der von einer Rückkehr zum Vater nun nichts mehr wissen will, an Sohnes statt an.
Die Markandeya Purana berichtet von einer anderen Begegnung zwischen dem dort Rohitashva genannten Sohn Harishchandras und Vishvamitra.
Harishchandra hat demnach Vishvamitra als Buße für eine Störung versprochen, jeglichen Wunsch zu erfüllen. Vishvamitra fordert nun von dem König dessen Reich und gesamten Besitz, was auch erfüllt wird. Der völlig verarmte König zieht dann mit seiner Frau Shaibya und dem Sohn Rohitashva nach Varanasi, in die heilige Stadt Shivas, der einzige Ort, auf den sich die Herrschaft Vishvamitras nicht erstreckt. Doch Vishvamitra erwartet dort bereits die exilierte Königsfamilie und fordert weitere Gabe von dem mittellosen König, der sich nicht anders zu helfen weiß, als seinen Sohn, seine Frau und schließlich sich selbst in die Sklaverei zu verkaufen. Rohitashva wird ein Jahr später beim Blumenpflücken von einer Schlange gebissen und stirbt. Die verzweifelte Mutter bringt den Sohn zur Stätte der Leichenverbrennung (Smashana). Dort erkennt sie in einem der Sklaven ihren Mann, der so zu all seinem Unglück vom Tod seines Kindes erfährt. Die Eltern beschließen, sich zusammen auf dem Scheiterhaufen seines Sohnes zu verbrennen. Harishchandra hat jedoch Bedenken, ist er doch als Sklave nicht mehr Herr seines Lebens. Angesichts solch übermenschlicher Gewissenhaftigkeit und Frömmigkeit Harishchandras erscheinen die Götter Indra, Vishnu und Dharma zusammen mit Vishvamitra auf der Verbrennungsstätte.
Der Sohn wird wiederbelebt und in das Königtum seines Vaters eingesetzt, die Eltern und all ihre Freunde aber werden in eine himmlische Stadt versetzt, wo sie in ewiger Freude die Tage verbringen.
Rohitashva regierte als Nachfolger seines Vaters das Königreich Ayodhya. Die Stadt Rohtas soll auf seine Gründung zurückgehen. Sein Nachfolger als König war Harita.